# Calle Wede
Carl Erik Magnus Wede, detto Calle (Fagersta, 20 aprile 1990), è un ex calciatore svedese, di ruolo centrocampista.

## Biografia
È fratello gemello di Anton Wede, anch'egli calciatore.

## Carriera

### Club
Le strade di Calle e del fratello Anton sono spesso andate di pari passo tra loro, anche nelle giovanili.
Nel 2011 Wede ha fatto parte della prima squadra dell'Elfsborg ma non è mai stato impiegato, complice anche un intervento chirurgico all'addome. L'8 aprile 2012 Calle Wede ha debuttato in Allsvenskan con la maglia dell'Elfsborg, partendo titolare come terzino sinistro nella sconfitta sul terreno dell'Helsingborg (2-1). Nel corso del campionato collezionerà solo un'altra presenza, prima di essere prestato in Superettan al Falkenberg durante il mese di agosto.
Nonostante lo scarso spazio trovato (solo una presenza negli ultimi minuti dell'ultima giornata), il Falkenberg sceglie di ingaggiarlo a titolo definitivo insieme al fratello Anton, anch'esso reduce dal prestito. Entrambi hanno partecipato alla cavalcata del 2013 che ha portato la squadra a vincere il campionato ed essere promossa in Allsvenskan per la prima volta nella storia.
Nel novembre 2015 è stato ufficializzato il suo passaggio (valido dalla successiva finestra di gennaio) all'Helsingborg, dove il fratello Anton era approdato da un anno, in una squadra guidata da Henrik Larsson che aveva già allenato entrambi nel 2014 ai tempi del Falkenberg. Il 2 luglio 2016, durante un'amichevole estiva contro la sua ex squadra, il Falkenberg, si rompe il legamento crociato del ginocchio sinistro ed è costretto a un lungo stop.
Nell'agosto 2017 viene ceduto al GAIS, squadra della città di Göteborg militante in Superettan. Rimane un anno e mezzo, poi passa ai rivali cittadini dell'Örgryte, anch'essi militanti in seconda serie. Il 3 agosto 2020, nella vittoria contro il Västerås SK, si è lesionato il legamento crociato del ginocchio destro e nella stessa occasione ha riportato anche una frattura del femore. Da lì in poi non è riuscito a scendere in campo con i rossoblu, fino al luglio 2021 quando ha lasciato la squadra per fine contratto.

### Nazionale
Dal settembre del 2005 Calle Wede ha all'attivo due presenze con la Nazionale svedese Under-17, collezionate nell'arco della stessa settimana. In entrambi i casi si è trattato di una vittoria contro la Norvegia.